# ローディー朝

ローディー朝
سلسله لودی

ローディー朝の版図

ローディー朝（ローディーちょう、ペルシア語: سلسله لودی,英語: Lodi dynasty）とは、15世紀後半から16世紀初頭にかけてガンジス川流域とパンジャーブ地方を中心に北インドを支配した、デリー・スルターン朝の5番目のアフガン系イスラム王朝（1451年 - 1526年）。長母音を無視してロディー朝とも呼ばれる。首都はデリー、アーグラ。

## 歴史

### 成立
初代のバフルール・ローディー（在位1451 - 1489）は、パンジャーブ地方で独立したサルダール（「指導者」）と呼ばれるアフガン人の有力者の一人であり、1451年にサイイド朝から政権の委譲を受けてスルターンに即位して、ローディー朝を建てた。
バフルールは勇猛だが貧困に悩むアフガン人の傭兵を招きいれ、アフガン人の歴史家アッバース・サルワーニーの表現を借りれば「アフガン人はイナゴの大群のようにスルターン・バフロールのもとにやってきて仕えた」という。
バフルールは東方のウッタル・プラデーシュ地方の支配をめぐりジャウンプル・スルターン朝との戦いを進めるに当たり、1479年、ジャウンプルを占領してジャウンプル王国を滅ぼし、王国の版図を息子たちや親族に分割した。

### シカンダル・ローディー朝の治世
1489年、バフルールを継いだのは、デリー・スルターン朝の最後の名君とされる息子シカンダル・ローディー（在位1489 - 1517）である。
シカンダルは、インド北西部のマールワー、ラージャスターン、グジャラートの支配を目指したが、ラージャスターンにはヒンドゥーのメーワール王国、グジャラート・スルターン朝にはマフムード・ベガルハという有力なスルターンがいたために、まず国内の支配を固めることに心を砕くことになった。
親族のなかで分割された王国を激しい戦いの末、統一をかためる一方、スルターンを平等な部族連合の第一人者程度にしかみなしていなかった、独立心の強いアフガン人のサルダールたちを服従させるために、サルダールたちを各々起立させ、命令書を送ったときには町の外へ出て行って受け取るようにさせたり、横領などの不正に対しては厳罰をもって臨んだ。このこと自体はわずかな効果しかえられなかったが、ローディー朝の国内は安定し、国内は強盗や山賊がでない安全な道路となり、日用品の物価は安く安定した。
シカンダルは、農業、経済政策に力を入れ、「ガッズィ・シカンダリー」という新しい尺度法を制定するとともに、穀物の入市税を廃止した。また地租台帳を作成させた。ガッズィ・シカンダリーの尺度法は、ムガル帝国時代まで引き継がれ、地租台帳は、スール朝のシェール・シャー時代の地租台帳の基礎となった。
文化振興策にも関心を示し、アラビアやイランなどあらゆる地方の教養人を宮廷に招くために学者、哲学者、文学者に広大な免税地を与えた。スルターンの力によって、いくつかのサンスクリット語の著作や音楽作品がペルシャ語に訳された。このため、ヒンドゥー教徒でもペルシャ語を学んで、様々な行政上の職につくことはできた。
また、東部ラージャスターンとマールワー、グジャラートとを結ぶ交通路を制する目的で、1506年より新都アーグラの建設に着手した。アーグラはやがてローディー朝第2の首都と称されるほど大都市になった。

### 周囲との抗争と滅亡
1517年、シカンダルが死去すると、息子のイブラーヒーム・ローディー（在位1517 - 1526）がこれを継いだ。イブラーヒームも父王にならい中央集権体制を目指そうと試み、アフガン領主たちを従えようとした。また、メーワール王国のラーナー・サンガーを倒そうと遠征軍を起こしたが、これには手痛い敗北を喫し、追い返される形になった。
しかし、パンジャーブのダウラト・ハーン・ローディーなどは、息子を宮廷に派遣してしばらくはイブラーヒームに従い、バーブルの使者を追い返している。
1520年以降のバーブルの攻撃で、イブラーヒームとバーブルの間を揺れ動いたダウラト・ハーンが降伏すると、いよいよローディー朝とバーブルは、直接対峙することとなった。ダウラト・ハーン・ローディーが揺れ動いている間に、メーワールのラーナー・サンガーも、ローディー朝を背後からたたくように、インドに侵入するようバーブルに誘いかける使者を送っていた。
1526年4月21日、バーブルとイブラーヒームは、デリー近郊パーニーパットで激突した。少数ながら鉄砲を有効に用いたバーブルによって、ローディー朝の大軍は打ち破られ（パーニーパットの戦い）、イブラーヒームも戦死し、ローディー朝は滅んだ。
戦闘後、デリーとアーグラはバーブルの支配下に入り、ムガル帝国のインド支配の足固めがなされることになる。

## 歴代君主
1. バフルール・ローディー（在位：1451年 - 1489年）
2. シカンダル・ローディー（在位：1489年 - 1517年）（先代の子）
3. イブラーヒーム・ローディー（在位：1517年 - 1526年）（先代の子）